# Eldslandet (argentinsk provins)

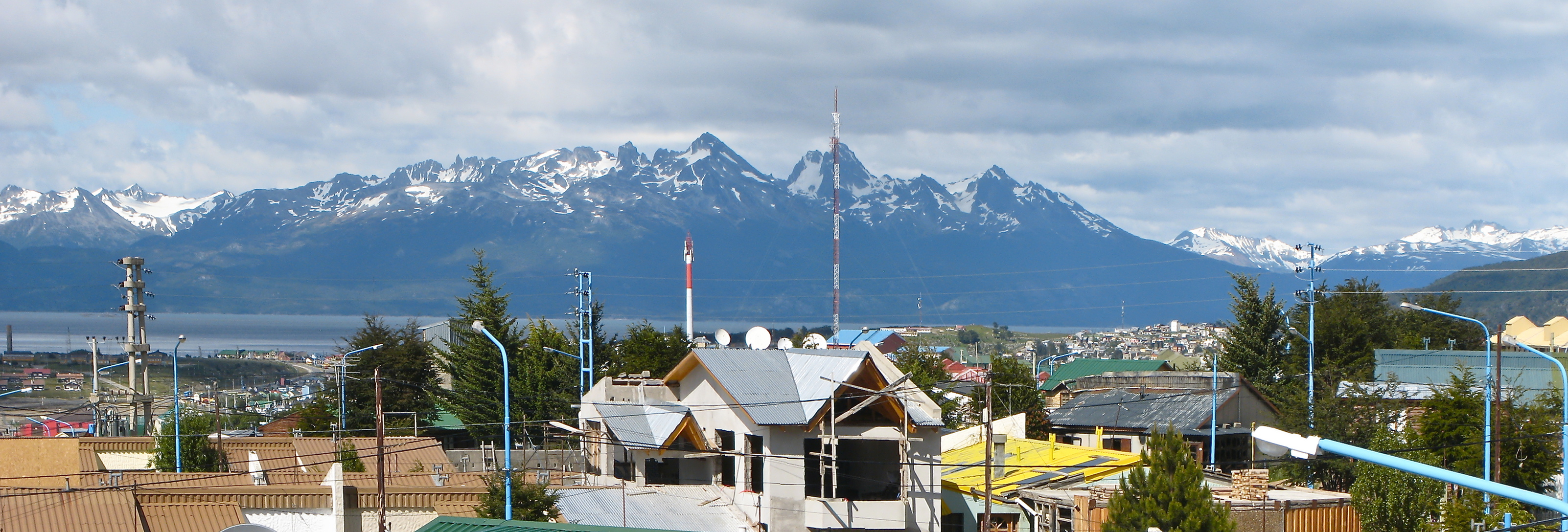
Provinshuvudstaden Ushuaia.

Eldslandet (officiellt Provincia de Tierra del Fuego, Antártida e Islas del Atlántico Sur) är en argentinsk provins som omfattar flera territorier avskiljda från Argentinas fastland. Enligt den officiella argentinska provinsindelningen innefattar provinsen Eldslandet även områden som Argentina gör anspråk på men ej kontrollerar.
Provinsen består av den östra delen av Isla Grande på Eldslandet (västra delen utgörs av en chilensk provins med samma namn). Detta utgör den del som internationellt erkänns som en del av Argentina. Dess areal är 21.263 km².
Därutöver gör Argentina anspråk på följande områden, som officiellt räknas in i provinsen: 
- Falklandsöarna och Sydgeorgien och Sydsandwichöarna, som tillhör Storbritannien, men som Argentina sedan länge gör anspråk på.

- Det så kallade argentinska Antarktis som Argentina gör anspråk på. Argentinas anspråk överlappar delar av det brittiska och det chilenska anspråket. Som en konsekvens av antarktisfördraget har dock gränserna inte fastställts.

I argentinsk statistik räknas dessa områden in och provinsens yta anges därför officiellt som 1.002.445 km².
Provinsen är indelad i fyra departement. Dessa departement är Ushuaia, Río Grande, Argentinska Antarktis och Islas del Atlántico Sur. De två förstnämnda departementen utgör den erkända delen av provinsen, det vill säga delen av ön Eldslandet som tillhör Argentina. De två sistnämnda är ej erkända internationellt. Den sistnämnda inkluderar Falklandsöarna.
I det sydvästra hörnet, mellan Ushuaia och den chilenska gränsen, finns den 63 000 hektar stora nationalparken Parque Nacional Tierra del Fuego. 